# Boson de Higgs

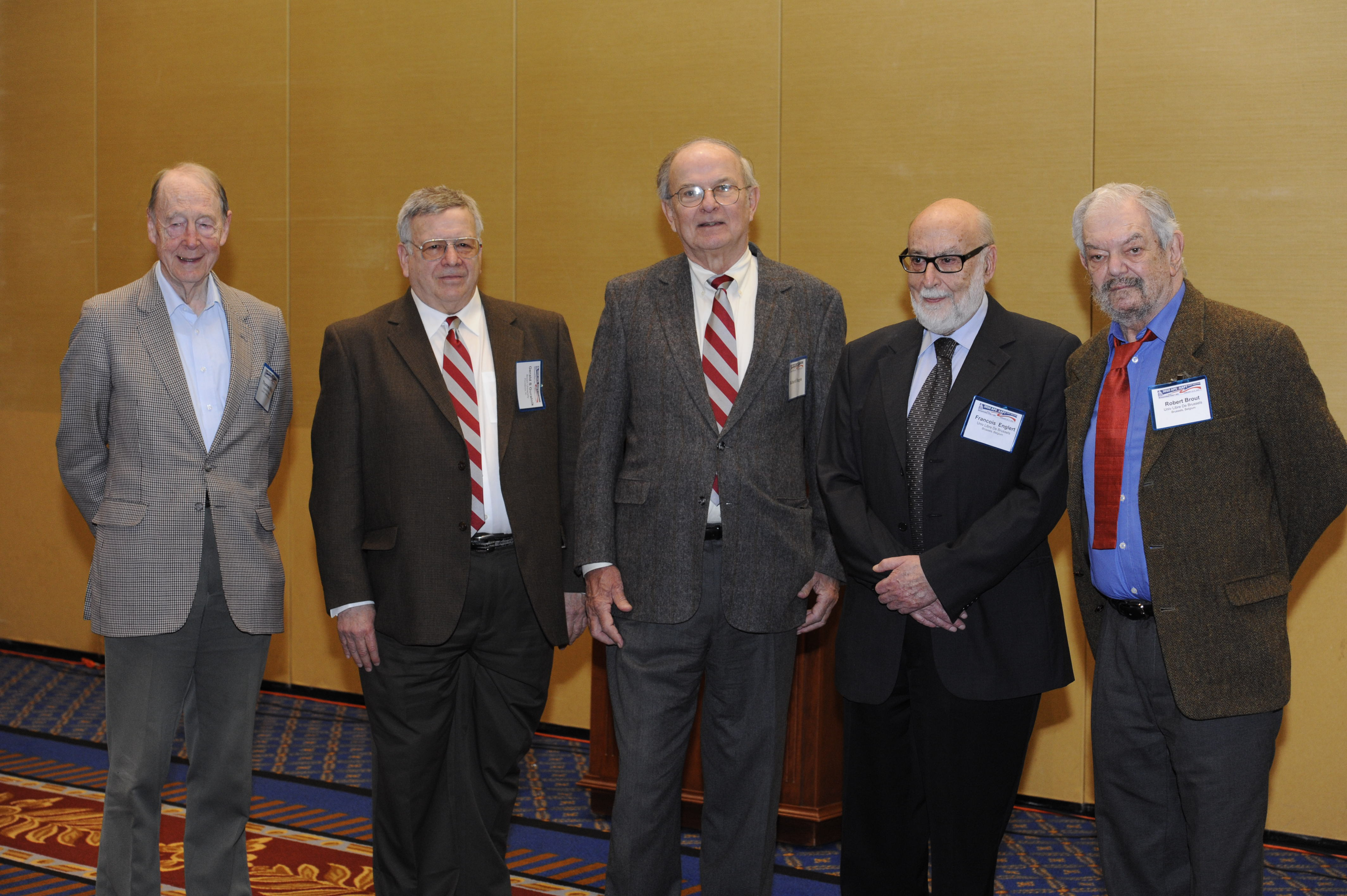
De gauche à droite : Kibble, Guralnik, Hagen, Englert et Brout, en 2010.

Pour les articles homonymes, voir Boson (homonymie).
Ne doit pas être confondu avec Bison de Higgs.
«  BEH (physique) » redirige ici. Pour les autres significations, voir BEH.
 (août 2023).
Le boson de Higgs, ou boson BEH, est une particule élémentaire du modèle standard de la physique des particules produite par l'excitation du champ de Higgs, lequel donne sa masse à certaines particules, notamment celles de la matière ordinaire, par le mécanisme de Higgs.
Plus précisément, le boson de Higgs est à l'origine de la masse des fermions, notamment des quarks et des électrons. En revanche, il n'est pas à l'origine de l'essentiel de la masse des noyaux atomiques, et donc de la matière, qui provient de l'énergie de liaison entre les quarks.
Le mécanisme de Higgs confère également une masse non nulle aux bosons de jauge de l'interaction faible (bosons W et boson Z), leur conférant des propriétés différentes de celles du boson de l'interaction électromagnétique, le photon. Le boson de Higgs explique cette différence par une brisure de l'interaction unifiée électrofaible en deux interactions par l'intermédiaire du mécanisme sus-cité.
Son existence est postulée en 1964 et confirmée de manière expérimentale en 2012 grâce à l'utilisation du Grand collisionneur de hadrons (LHC) du CERN. Elle conduit à l'attribution du prix Nobel de physique à François Englert et Peter Higgs en 2013.
La détection du boson de Higgs constitue l'une des clefs de voûte du modèle standard de la physique des particules. À ce titre, il a parfois été dénommé « particule de Dieu ». La connaissance de ses propriétés pourrait par ailleurs orienter la recherche au-delà du modèle standard et ouvrir la voie à la découverte d'une nouvelle physique, telle que la supersymétrie ou la matière noire.

## Symbole
Le symbole du boson de Higgs est H0.

## Propriétés
Le modèle standard de la physique des particules ne prédit l'existence que d'un seul boson BEH : on parle de « boson de Higgs standard ». Des théories au-delà du modèle standard, telles que la supersymétrie, autorisent l'existence de plusieurs bosons de ce type, de masses et de propriétés différentes[réf. nécessaire].
La théorie de l'interaction unifiée électrofaible (EWSB, pour l'anglais electroweak symmetry breaking) prédit pour le boson de Higgs des propriétés quantiques très particulières : un spin de 0, une fonction d'onde qui ne change pas lors d'une inversion de charge et de parité (spin/CP de 0+), et une interaction avec lui-même par auto-couplage. Par cet ensemble de propriétés, il se démarque des autres particules fondamentales connues. En revanche, la théorie ne prédit pas sa masse.
La valeur la plus précise de la masse du boson de Higgs H0 a été obtenue en 2020 par l'équipe du détecteur de particules CMS : 125,38 ± 0,14 GeV/c2 (soit une incertitude d'environ 0,2 %). Le spin/CP de 0+ n'a pas été explicitement démontré, mais l'hypothèse d'un spin de valeur 1 a été invalidée (parce que l'un des modes de désintégration du boson de Higgs produit deux photons, de spin 0) ainsi qu'un grand nombre d'autres hypothèses plus exotiques. Les constantes de couplage de H0 avec les bosons W et Z ont été mesurées avec une incertitude de 6 %, de même qu'avec les quarks top et bottom et avec les leptons tau (les quarks et leptons de troisième génération), avec une incertitude de 7 à 11 %.

## Historique

Une des voies possibles de formation d'un boson de Higgs neutre à partir de deux quarks et l'échange de bosons électrofaibles.

L'existence du boson de Higgs a été postulée indépendamment en juin 1964 par François Englert et Robert Brout, en août par Peter Higgs, et par Gerald Guralnik, Carl Richard Hagen et Thomas Kibble.
Le boson de Higgs semble en 2000 être mis en évidence au LEP du CERN. La signification statistique est cependant trop faible pour que cette mise en évidence soit assurée. Des études conduites en 2002 au LEP permettent de conclure à une probabilité de 8 % pour que les événements observés s'expliquent sans faire intervenir le boson.
La recherche du boson scalaire (ou boson de Higgs) est l'une des priorités initiales du LHC, accélérateur de particules successeur du LEP, opérationnel depuis le 10 septembre 2008. Les expériences CMS et ATLAS au LHC annoncent en décembre 2011 avoir observé des excès cohérents autour de 124 à 126 GeV c−2. Ces excès, inférieurs à trois fois l'écart type[réf. nécessaire], ne sont toutefois pas non plus suffisamment significatifs statistiquement pour valider avec certitude la découverte du boson de Higgs.
Lors d'un séminaire organisé au CERN en décembre 2011, il est soutenu que, s'il existe, l'énergie propre du boson se situe probablement dans la gamme 116–130 GeV selon les expérimentations ATLAS et 115–127 GeV d'après celles du CMS.
Le 4 juillet 2012, le CERN annonce avoir identifié, avec un degré de confiance de 99,999 97 % (5 σ), un nouveau boson dans un domaine de masse de l'ordre de 125–126 GeV c−2, qui paraît compatible avec celui du boson de Higgs. L'annonce est suivie, le 17 septembre 2012, par la publication de deux articles dans la revue Physics Letters B,. Le 15 mars 2013, l'organisme confirme que, selon toute vraisemblance, il s'agit bien du boson de Higgs,.
Cette découverte conduit à l'attribution du prix Nobel de physique à François Englert et Peter Higgs en 2013.
Le 28 août 2018, les physiciens du CERN annoncent avoir détecté, grâce aux détecteurs ATLAS et CMS, la désintégration du boson en une paire de quarks bottom, confortant ainsi le modèle standard,.

### Principe
L'existence du boson scalaire (BEH) est trop brève (de l'ordre de 10−22 s) pour qu'on le détecte directement : on ne peut espérer observer que ses produits de désintégration, voire les produits de désintégration de ces derniers. Des événements mettant en jeu des particules ordinaires peuvent en outre produire un signal similaire à celui produit par un boson de Higgs.
Par ailleurs, une particule ne peut être observée dans un détecteur qu'à des énergies supérieures ou égales à sa propre masse[réf. souhaitée]. Il est d'ailleurs abusif de parler de masse pour une telle particule, puisque dans le modèle la masse n'est plus une caractéristique intrinsèque des particules, mais une mesure de leurs interactions avec le champ de Higgs.
Enfin, la complexité des phénomènes intervenant tant dans la production que dans la détection de ces bosons conduit à raisonner en termes de statistiques, qui excluent l'identification formelle à 100 % du boson. Ainsi, pour affirmer une découverte en physique des particules, la probabilité d'erreur doit être inférieure à 0,000 06 %, correspondant à un intervalle de confiance de 5 σ. Une telle démarche statistique implique donc de provoquer un très grand nombre de collisions lors des expériences pour aboutir à ces niveaux de probabilité.

### Instruments et expériences
La mise en évidence directe de l'existence du boson de Higgs passe par l'utilisation de détecteurs spécifiques auprès d'accélérateurs de particules. Les expériences suivantes ont tenté de détecter le boson de Higgs :
- au LEP (collisionneur électron-positron) : ALEPH, DELPHI, L3 et OPAL. Pour la recherche du boson de Higgs, le LEP pèche par son énergie relativement faible. Le LEP a fonctionné de 1989 à 2000 ;
- au Tevatron (collisionneur proton-antiproton) : DØ et CDF. Malgré son énergie maximale sept fois plus faible que celle du LHC, le Tevatron permet un bruit de fond moins important pour les collisions, et le fait d'utiliser des collisions protons-antiprotons pourrait engendrer des événements spécifiques n'apparaissant pas dans des collisionneurs protons/protons tels que le LHC. Le Tevatron a fonctionné de 1983 à 2011 ;
- au LHC (collisionneur proton-proton) : ATLAS et CMS. Le LHC fonctionne depuis 2009.

### Domaines d'exclusion

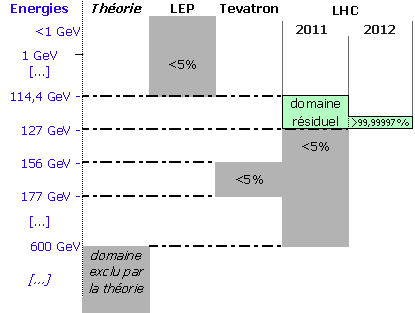
Domaines d'exclusion de l'énergie du boson scalaire au 4 juillet 2012.

Les expériences passées conduisaient à exclure cette masse au repos du boson de Higgs de certains intervalles :
- il était exclu avec un intervalle de confiance de 95 % par des expériences s'étant déroulées au LEP qu'elle soit inférieure à 114,4 GeV c−2 ;
- il était exclu à 95 % par les expériences CDF et DØ au Tevatron qu'elle soit comprise entre 156 et 177 GeV c−2 ;
- il était exclu à 95 % (respectivement 99 %) par l'expérience CMS au LHC qu'elle soit comprise entre 127 et 600 GeV c−2 (respectivement 128 et 225 GeV/c2) et dans un intervalle similaire par l'expérience ATLAS ;
- en mars 2012, une publication du Tevatron[23] renforce l'exclusion du domaine 147–179 GeV] et la probabilité, supérieure à 97 % (2,2 σ), que le Higgs soit en revanche situé dans l'intervalle 115-135 GeV] ;
- en 2019, le CERN publie un résultat de 125,35 ± 0,15 GeV (CMS 2019)[1] ;
- en 2023, le CERN publie un résultat de 125,11 ± 0,11 GeV (ATLAS 2023)[1].

## Origine de la masse

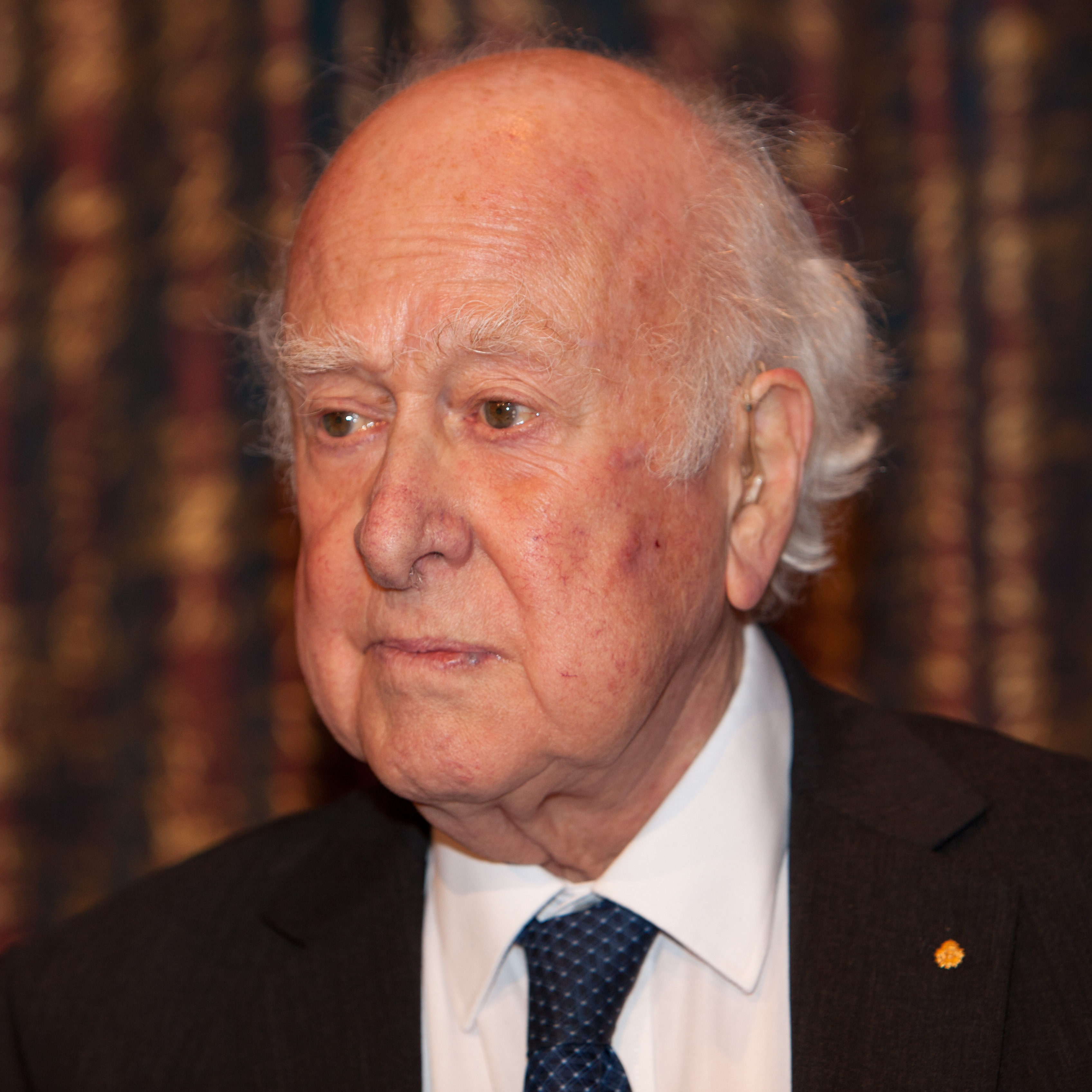
Peter Higgs lors de la conférence de presse de la remise des prix Nobel 2013.

Plusieurs questions ont été posées concernant, entre autres, le mécanisme et la masse des bosons. Pour apporter une réponse à ces questions, la notion de brisure de symétrie est introduite, dans la théorie électrofaible.

### Symétrie et brisure de symétrie
Les régularités dans le comportement des particules sont appelées symétries et elles sont étroitement reliées aux lois de conservation. La symétrie est aussi reliée au concept de l'invariance : si un changement effectué dans un système physique ne produit aucun effet observable, le système est dit invariant au changement, impliquant une symétrie (voir théorème de Noether).
L'unification électrofaible est fondée sur le concept que les forces sont générées par l'échange de bosons. Lorsqu'on dit qu'il existe une force entre deux fermions (spin demi-entier), c'est aussi dire qu'ils sont en train d'échanger des bosons. Il faut à partir de là comprendre comment les bosons transmetteurs des forces fondamentales acquièrent une masse. Dans le cas de l'unification électrofaible, comment les bosons W± et Z° acquièrent-ils une masse alors que ce n'est pas le cas pour le photon ?
Les symétries de jauge requièrent que les transmetteurs de force (bosons de jauge) soient de masse nulle. Pour contourner le problème de la masse des bosons, Salam, Glashow et Weinberg ont dû inventer un mécanisme pour briser la symétrie de jauge permettant aux W± et Z° d'acquérir une masse. De tels mécanismes avaient été développés dans d'autres contextes par divers théoriciens : Yoichiro Nambu, Jeffrey Goldstone, Sheldon Glashow, Peter Higgs et Philip Warren Anderson.
L'idée est de postuler l'existence d'un nouveau champ, surnommé champ de Higgs.

### Champ de Higgs
Contrairement à tous les autres champs connus, tels que le champ électromagnétique, le champ de Higgs est un champ scalaire et a une valeur constante non nulle dans le vide. Le champ de Higgs différerait des autres champs en ce qu'à basse température (énergie thermique), l'espace « préférerait » être rempli de particules de Higgs que de ne pas l'être. Les bosons W± et Z° interagissent avec ce champ (contrairement au photon) et avancent à travers l'espace comme s'ils se mouvaient dans une « mélasse » épaisse. De cette manière, ils acquièrent une masse effective. À haute température (énergie), les interactions dans le champ de Higgs sont telles que l'espace n'est plus rempli de cette mélasse higgsienne (un peu comme si la température avait fluidifié la mélasse), les W± et Z° perdent leur masse et la symétrie entre les W±, Z° et le photon n'est plus brisée, elle est « restaurée » et est dite « manifeste ». La masse d'un fermion ou d'un boson ne serait donc qu'une manifestation de cette interaction des particules avec le champ de Higgs dans lequel elles « baignent ».
Le champ de Higgs permet de préserver la symétrie à haute énergie et d'expliquer la brisure de la symétrie à basse énergie. Il est responsable de la masse des bosons électrofaibles, mais interagit aussi avec les fermions (quarks et leptons), qui acquièrent ainsi une « masse ». Les plus légers sont les neutrinos, qu'on croyait jusqu'en 1998 de masse nulle ; vient ensuite l'électron, d'une masse de 0,511 MeV c−2. Tout en haut de l'échelle se trouve le quark top, qui est de loin la particule élémentaire la plus lourde avec ses 175 GeV c−2.

### Questions résiduelles
Les particules élémentaires (bosons, fermions) acquièrent une masse à cause du champ de Higgs, mais pourquoi chaque particule acquiert-elle une masse différente, voire n'acquiert-elle pas de masse du tout comme dans le cas du photon ? Pourquoi la force de l'affinité des particules avec le champ de Higgs — ce qu'on appelle le couplage — est-elle si différente d'une particule à l'autre, et donc comment expliquer cette hiérarchie des masses ? Aujourd'hui, on ne connaît pas les réponses à ces questions, et la seule théorie du boson de Higgs ne permet pas d'y répondre.

### Métaphore du cocktail
Le physicien David J. Miller, spécialiste des particules élémentaires, a comparé le boson et le mécanisme de Higgs à un cocktail réunissant les membres d'un parti politique.
Le champ de Higgs est comparé au groupe des personnes qui, au départ, remplissent un salon de manière uniforme. Lorsqu'une personnalité politique très connue entre dans le salon, elle attire les militants autour d'elle, ce qui lui donne une « masse » importante. Cet attroupement correspond au mécanisme de Higgs, qui attribue une masse aux particules.
Ce n'est pas le boson qui donne directement une masse aux particules : le boson est une manifestation du champ de Higgs et du mécanisme de Higgs qui, lui, donne sa masse aux particules. Cela est comparable, dans cette métaphore, au phénomène suivant : une personne extérieure, depuis le couloir, répand une rumeur aux personnes situées près de la porte. Un attroupement de militants se forme de la même manière et se répand, comme une vague, à travers la pièce pour transmettre l'information : cet attroupement correspond au boson de Higgs.
L'observation du boson de Higgs serait donc un indice très fort de l'existence du mécanisme de Higgs, mais celui-ci pourrait exister même si le boson, lui, n'existait pas.

### Masse de la matière ordinaire
Seulement 1 % de la masse de la matière ordinaire peut être considérée comme causée par le champ de Higgs. En effet, la matière usuelle est faite d'atomes, eux-mêmes composés d'électrons et de nucléons (protons et neutrons). Or la masse des électrons étant très faible, 99 % de la masse des nucléons vient de l'énergie de liaison (par l'interaction forte) entre quarks, eux-mêmes également très légers.

## Dénominations

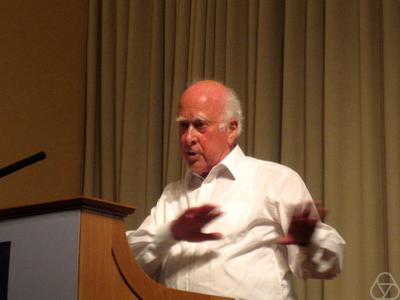
Peter Higgs en 2009.

Higgs n'en revendiquant lui-même nullement la paternité, certains, comme François Englert, estiment qu'il est plus pertinent de nommer cette particule « boson BEHHGK », d'après Brout, Englert, Higgs, Hagen, Guralnik et Kibble, simplifié parfois en « boson BEH », d'après Brout, Englert et Higgs (cette dernière dénomination étant adoptée aux 47es Rencontres de Moriond sur la physique des particules à La Thuile en 2012), ou de l'appeler « boson scalaire massif » ou encore « boson scalaire de brisure spontanée de symétrie (BSS) ».

« Notre article a paru dans le Physical Review Letters du 31 août 1964 au moment où l'article de Higgs était seulement déposé. Et celui-ci cite d'ailleurs notre texte. Nous avons donc l'antériorité. Ce que Peter Higgs reconnaît bien volontiers. Disons qu'il y a eu codécouverte, de manière indépendante mais complémentaire. L'approche mathématique en était différente. Nous ne nous connaissions pas. On a commencé à appeler cette particule « boson de Higgs » et on n'a pas changé, alors que les scientifiques, eux, savent que c'est le « boson de Brout-Englert-Higgs » et le champ BEH. Je préfère d'ailleurs l'appeler encore autrement, c'est-à-dire « boson scalaire » et « champ scalaire », ce qui décrit mieux la structure de ce boson. »

— François Englert, interviewé dans La Libre Belgique
Les appellations « particule-Dieu » et « particule de Dieu » sont deux traductions du surnom « God Particle ». Ce surnom est en fait une modification imposée par l'éditeur du livre de Leon Lederman, qui a intitulé un ouvrage The Goddamn Particle (mot à mot « la particule damnée », en français courant « la satanée particule » ou « la foutue particule »),. Ces appellations, largement employées par les médias, sont parfois réprouvées par les physiciens.

#### Bases de données et dictionnaires
- Notices dans des dictionnaires ou encyclopédies généralistes :   - Britannica
  - Brockhaus
  - Gran Enciclopèdia Catalana
  - Internetowa encyklopedia PWN
  - Larousse
  - Store norske leksikon
  - Treccani
  - Universalis
- Notices d'autorité :   - BnF (données)
  - LCCN
  - GND
  - Israël
  - Tchéquie